# Christian Hook

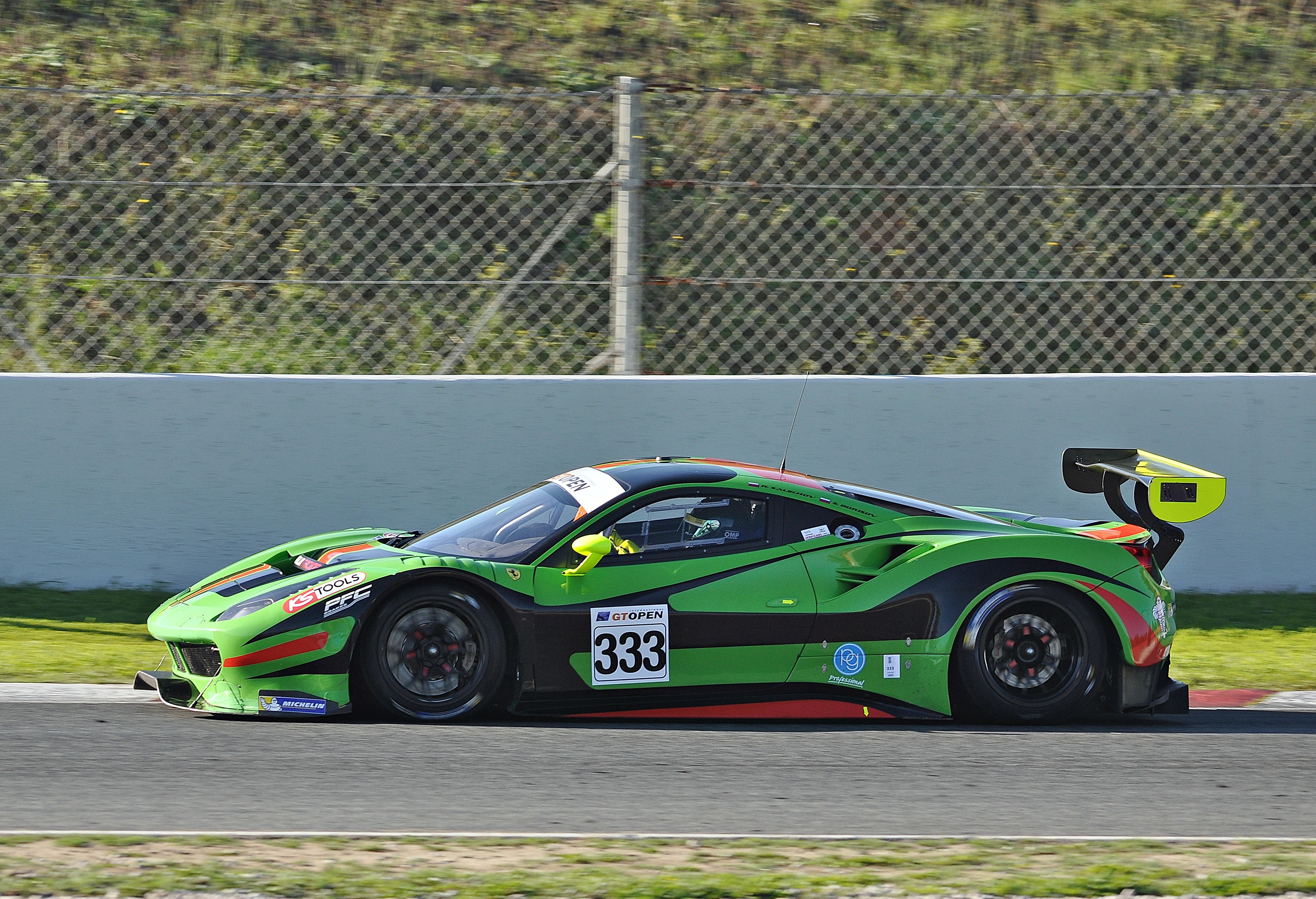
Der Rinaldi-Racing-Ferrari 488 GT3 den Christian Hook 2018 in der International GT Open fuhr

Christian Hook (* 9. Mai 1967 in Saarbrücken) ist ein deutscher Autorennfahrer.

## Karriere als Rennfahrer
Christian Hook begann erst im Alter von 49 Jahren mit dem Motorsport. 2016 startete er auf einem Ferrari 458 Italia GT3 in der GT World Challenge Europe und erreichte gleich im ersten Jahr seiner Rennteilnahmen den dritten Endrang in der Sprintwertung. Für Rinaldi Racing fuhr er ab 2018 neben den Einsätzen in der GT Challenge auch Rennen in der International GT Open.
Christian Hook, der zu den Ferrari-Iron-Men des Motorsports zählt, erreichte mit dem Sieg in der GT-Am-Klasse der Asian Le Mans Series 2021 seinen bisher größten Erfolg im Motorsport.

## Statistik

### Le-Mans-Ergebnisse
| Jahr | Team           | Fahrzeug            | Teamkollege  | Teamkollege        | Platzierung | Ausfallgrund |
| ---- | -------------- | ------------------- | ------------ | ------------------ | ----------- | ------------ |
| 2021 | Rinaldi Racing | Ferrari 488 GTE Evo | Pierre Ehret | Jeroen Bleekemolen | Ausfall     | Unfall       |
| 2022 | Iron Lynx      | Ferrari 488 GTE Evo | Pierre Ehret | Nicolás Varrone    | Rang 53     |              |

### Einzelergebnisse in der FIA-Langstrecken-Weltmeisterschaft
| Saison | Team           | Rennwagen       | 1   | 2   | 3   | 4   | 5   | 6   |
| ------ | -------------- | --------------- | --- | --- | --- | --- | --- | --- |
| 2021   | Rinaldi Racing | Ferrari 488 GTE | SPA | POR | MON | LEM | BAH | BAH |
| 2021   | Rinaldi Racing | Ferrari 488 GTE |     |     | 31  | DNF |     |     |
| 2022   | Iron Lynx      | Ferrari 488 GTE | SEB | SPA | LEM | MON | FUJ | BAH |
| 2022   | Iron Lynx      | Ferrari 488 GTE | 53  |     |     |     |     |     |